# Lokální topeniště
Lokální topeniště je zdroj vytápění o tepelném výkonu menším než 0,3 MW. Lokální topení je využíváno především v rodinných domech, chatách, chalupách i v jiných menších budovách sloužících k nejrůznějším účelům. Lokální topeniště jsou v určitých oblastech výraznými znečišťovateli ovzduší, což je dáno především velkým počtem jednotlivých topenišť a absencí jejich přímých kontrol. Obvyklým palivem v lokálních topeništích je dřevo, uhlí nebo zemní plyn. V lokálních topeništích se nesmí pálit odpady. Provozovatelé lokálních topenišť jsou navíc povinni dodržovat přípustnou míru obtěžování zápachem a přípustnou tmavost kouře.
Mezi lokální topeniště patří např.:
- kotle na kapalná paliva
- kotle na pevná paliva
- zplyňovací kotle
- plynové kotle